# Carmen Dillon
Pour les articles homonymes, voir Dillon.
Carmen Dillon est une directrice artistique britannique née le 25 octobre 1908 à Cricklewood (Angleterre) et morte le 12 avril 2000 à Hove (Angleterre).

## Biographie
Carmen Dillon naît à Cricklewood, désormais partie du Grand Londres, la cadette de six enfants. Ses parents l'encouragent plus tard dans son envie de devenir architecte. Alors qu'elle étudie à l'Architectural Association School of Architecture, elle rencontre plusieurs directeurs artistiques, dont Vincent Korda et Alfred Junge. Elle commence alors à travailler dans l'industrie cinématographique, d'abord sur de petits films. Pendant longtemps, elle sera la seule femme à exercer ce métier en Angleterre, même si le fait d'être une femme n'est pas bien vu à l'époque dans cette profession,,.
Elle commence comme collaboratrice d'autres directeurs artistiques, Ralph W. Brinton, Paul Sheriff, Roger Furse, puis est complètement responsable de la direction artistique de plusieurs films d'Anthony Asquith par exemple,. La mode des films tournés en extérieur fait qu'elle se retrouve à travailler sur des comédies, comme la série des "Carry on", puis à la fin des années 1960 recommence à travailler sur des projets plus importants avec Joseph Losey.
Elle fait partie des quatre femmes inscrites en janvier 2016 dans l'Art Directors Guild Hall of Fame,.

## Filmographie

### Cinéma
- 1938 : The Last Barricade d'Alex Bryce
- 1938 : Murder in the Family (en) d'Albert Parker
- 1938 : Father O'Nine de Roy Kellino
- 1940 : En français, messieurs (French Without Tears) d'Anthony Asquith
- 1941 : Radio libre (Freedom Radio) d'Anthony Asquith
- 1941 : Mariage sans histoires (Quiet Wedding) d'Anthony Asquith
- 1942 : Service secret (Secret Mission) d'Harold French
- 1942 : Unpublished Story (en) d'Harold French
- 1943 : L'Étranger (The Demi-Paradise) d'Anthony Asquith
- 1943 : Femmes en mission (The Gentle Sex) de Leslie Howard
- 1944 : Henry V de Laurence Olivier
- 1945 : Le Chemin des étoiles (The Way to the Stars) d'Anthony Asquith
- 1946 : Carnival de Stanley Haynes
- 1946 : School for Secrets de Peter Ustinov
- 1947 : L'Orphelin (White Cradle Inn) d'Harold French
- 1948 : Les Ennemis amoureux (Woman Hater) de Terence Young
- 1948 : Hamlet de Laurence Olivier
- 1948 : Vice Versa de Peter Ustinov
- 1949 : The Rocking Horse Winner d'Anthony Pelissier
- 1949 : Le Chevalier de carton (en) (Cardboard Cavalier) de Walter Forde
- 1950 : La Femme en question (The Woman in Question) d'Anthony Asquith
- 1950 : The Reluctant Widow (en) de Bernard Knowles
- 1951 : L'Ombre d'un homme (The Browning Version) d'Anthony Asquith
- 1952 : Meet Me Tonight d'Anthony Pelissier
- 1952 : Il importe d'être Constant (The Importance of Being Earnest) d'Anthony Asquith
- 1952 : Robin des Bois et ses joyeux compagnons (The Story of Robin Hood and His Merrie Men) de Ken Annakin
- 1953 : Échec au roi (Rob Roy, the Highland Rogue) d'Harold French
- 1953 : La Rose et l'Épée (The Sword and the Rose) de Ken Annakin
- 1954 : Toubib or not Toubib (Doctor in the House) de Ralph Thomas
- 1955 : Richard III de Laurence Olivier
- 1955 : Simon et Laura (Simon and Laura) de Muriel Box
- 1955 : Rendez-vous à Rio (Doctor at Sea) de Ralph Thomas
- 1955 : Plus on est de fous (One Good Turn) de John Paddy Carstairs
- 1956 : À tombeau ouvert (Checkpoint) de Ralph Thomas
- 1956 : Whisky, vodka et jupon de fer (The Iron Petticoat) de Ralph Thomas
- 1957 : Aventure à Soho (Miracle in Soho) de Julian Amyes
- 1957 : Le Prince et la Danseuse (The Prince and the Showgirl) de Laurence Olivier
- 1958 : Sous la terreur (A Tale of Two Cities) de Ralph Thomas
- 1959 : Pages indiscrètes (en) (Please Turn Over) de Gerald Thomas
- 1959 : Opération Scotland Yard (Sapphire) de Basil Dearden
- 1960 : Watch Your Stern (en) de Gerald Thomas
- 1960 : Un vison pour mademoiselle de Robert Asher
- 1960 : L'Enlèvement de David Balfour (Kidnapped) de Robert Stevenson
- 1960 : Les Loustics à l'hosto (Carry On Constable) de Gerald Thomas
- 1961 : Raising the Wind (en) de Gerald Thomas
- 1961 : La Lame nue (The Nacked Edge) de Michael Anderson
- 1961 : No Kidding (en) de Gerald Thomas
- 1962 : Un beau châssis (The Iron Maiden) de Gerald Thomas
- 1962 : Carry on Cruising (en) de Gerald Thomas
- 1962 : Twice Round the Daffodils (en) de Gerald Thomas
- 1964 : Mystère sur la falaise (The Chalk Garden) de Ronald Neame
- 1965 : Sky West and Crooked (en) de John Mills
- 1965 : La Bataille de la Villa Fiorita (The Battle of the Villa Fiorita) de Delmer Daves
- 1965 : Les Gorilles de Madame Petrovna (The Intelligence Men) de Robert Asher
- 1967 : Accident de Joseph Losey
- 1968 : Maldonne pour un espion (A Dandy in Aspic) d'Anthony Mann et Laurence Harvey
- 1969 : Otley, espion malgré lui (Otley) de Dick Clement
- 1969 : Davey des grands chemins (Sinful Davey) de John Huston
- 1970 : The Rise and Rise of Michael Rimmer (en) de Kevin Billington
- 1971 : Les Doigts croisés (To Catch a Spy) de Dick Clement
- 1971 : Le Messager (The Go-Between) de Joseph Losey
- 1972 : La Vie tumultueuse de Lady Caroline Lamb de Robert Bolt
- 1973 : Bequest to the Nation de James Cellan Jones
- 1974 : Butley (en) d'Harold Pinter
- 1976 : La Malédiction (The Omen) de Richard Donner
- 1977 : Julia de Fred Zinnemann
- 1978 : The Sailor's Return de Jack Gold

### Télévision
- 1963 : Disney Parade (2 épisodes)
- 1975 : Il neige au printemps (Love Among the Ruins) de George Cukor
- 1979 : The Corn Is Green (téléfilm)

## Distinctions

### Récompenses
- Oscars du cinéma 1949 : Oscar des meilleurs décors pour Hamlet
- Mostra de Venise 1952 : Meilleure direction artistique pour Il importe d'être Constant
- Primetime Emmy Awards 1975 : Meilleurs décors / Meilleure direction artistique pour Il neige au printemps

### Nominations
- Oscars du cinéma 1947 : Oscar des meilleurs décors pour Henry V
- British Academy Film Award des meilleurs décors
  - en 1965 pour Mystère sur la falaise
  - en 1968 pour Accident
  - en 1972 pour Le Messager
  - en 1973 pour La Vie tumultueuse de Lady Caroline Lamb
  - en 1979 pour Julia